# Кубок Европы по пляжному футболу 2014
Кубок Европы по пляжному футболу 2014 года — четырнадцатый розыгрыш кубка Европы по пляжному футболу. Турнир проходил с 28 по 31 августа в Баку (Азербайджан). В соревновании приняли участие шесть сборных.

## Участвующие команды
- Азербайджан
- Венгрия
- Греция
- Испания
- Россия
- Швейцария

## Групповая стадия
Команды занявшие первые места в группах, будут играть в финале за Кубок Европы. Занявшие вторые места в группах, будут играть за 3 место, а третьи места в группах за 5 место.
| Обозначения                     |
| ------------------------------- |
| Команда играет в финале турнира |

Время начала всех матчей указано по местному времени Баку (UTC+05:00).

### Группа A
| Команда     | И | В | В+ | П | ГЗ | ГП | +/- | О |
| ----------- | - | - | -- | - | -- | -- | --- | - |
| Швейцария   | 2 | 2 | 0  | 0 | 15 | 9  | +6  | 6 |
| Греция      | 2 | 1 | 0  | 1 | 5  | 9  | −4  | 2 |
| Азербайджан | 2 | 0 | 0  | 2 | 11 | 13 | −2  | 0 |

| Швейцария | 6 : 1           | Греция |
| --------- | --------------- | ------ |
|           | Отчёт 1 Отчёт 2 |        |

| Азербайджан | 3 : 4 (доп. вр.) | Греция |
| ----------- | ---------------- | ------ |
|             | Отчёт 1 Отчёт 2  |        |

| Азербайджан | 8 : 9           | Швейцария |
| ----------- | --------------- | --------- |
|             | Отчёт 1 Отчёт 2 |           |

### Группа B
| Команда | И | В | В+ | П | ГЗ | ГП | +/- | О |
| ------- | - | - | -- | - | -- | -- | --- | - |
| Испания | 2 | 2 | 0  | 0 | 10 | 7  | +3  | 6 |
| Россия  | 2 | 1 | 0  | 1 | 7  | 7  | ±0  | 3 |
| Венгрия | 2 | 0 | 0  | 2 | 7  | 10 | −3  | 0 |

| Испания | 6 : 4           | Венгрия |
| ------- | --------------- | ------- |
|         | Отчёт 1 Отчёт 2 |         |

| Россия | 4 : 3           | Венгрия |
| ------ | --------------- | ------- |
|        | Отчёт 1 Отчёт 2 |         |

| Россия | 3 : 4           | Испания |
| ------ | --------------- | ------- |
|        | Отчёт 1 Отчёт 2 |         |

## Матч за пятое место
| Азербайджан | 3 : 3 (доп. вр.) | Венгрия |
| ----------- | ---------------- | ------- |
|             | Отчёт 1 Отчёт 2  |         |
| Пенальти    |                  |         |
|             | 1 : 2            |         |

## Матч за третье место
| Греция | 4 : 7           | Россия |
| ------ | --------------- | ------ |
|        | Отчёт 1 Отчёт 2 |        |

## Финал
| Швейцария | 6 : 8           | Испания |
| --------- | --------------- | ------- |
|           | Отчёт 1 Отчёт 2 |         |

## Чемпион
| Чемпион кубка Европы по пляжному футболу 2014 |
| Испания Четвертый титул                       |

## Индивидуальные награды
| Лучший игрок (MVP)   | Лучший игрок (MVP) | Лучший игрок (MVP) | Лучший игрок (MVP) |
| -------------------- | ------------------ | ------------------ | ------------------ |
| Хуанма               |                    |                    |                    |
| Бомбардир            |                    |                    |                    |
| Ноэль Отт (11 голов) |                    |                    |                    |
| Лучший голкипер      |                    |                    |                    |
| Давид Фиксор         |                    |                    |                    |

## Итоговое положение команд
| Место | Команда     |
| ----- | ----------- |
| 1     | Испания     |
| 2     | Швейцария   |
| 3     | Россия      |
| 4     | Греция      |
| 5     | Венгрия     |
| 6     | Азербайджан |